# Кубок Росії з футболу 1992—1993
Кубок Росії з футболу 1992–1993 — 1-й розіграш кубкового футбольного турніру в Росії після розпаду СРСР. Титул здобув Торпедо (Москва).

## Календар
| Раунд           | Дата                        | Матчі | Клуби     |
| --------------- | --------------------------- | ----- | --------- |
| Перший раунд    | 2 травня 1992               | 22    | 187 → 165 |
| Другий раунд    | 13 квітня - 23 травня 1992  | 52    | 165 → 113 |
| Третій раунд    | 1 травня - 13 червня 1992   | 36    | 113 → 77  |
| Четвертий раунд | 13 червня - 23 липня 1992   | 29    | 77 → 48   |
| П'ятий раунд    | 23 липня - 27 серпня 1992   | 16    | 48 → 32   |
| 1/16 фіналу     | 7 жовтня 1992               | 16    | 32 → 16   |
| 1/8 фіналу      | 14 листопада 1992           | 8     | 16 → 8    |
| 1/4 фіналу      | 19 лютого - 16 березня 1993 | 4     | 8 → 4     |
| 1/2 фіналу      | 27 травня 1993              | 2     | 4 → 2     |
| Фінал           | 13 червня 1993              | 1     | 2 → 1     |

## 1/16 фіналу
| Команда 1                             | Рахунок      | Команда 2                     |
| ------------------------------------- | ------------ | ----------------------------- |
| 7 жовтня 1992                         |              |                               |
| Арсенал (Тула) (3)                    | 0:1          | Торпедо (Москва)              |
| Динамо (Москва)                       | 3:0          | КАМАЗ (2)                     |
| Динамо (Ставрополь)                   | 1:0 дч       | Волгар (Астрахань) (3)        |
| Дружба (Майкоп) (2)                   | 0:0 пен. 4:2 | Спартак (Владикавказ)         |
| Факел (Воронеж)                       | 4:1          | Зеніт (Санкт-Петербург)       |
| Локомотив-Еретіспот (Нижній Новгород) | 2:0          | Нафтохімік (Нижньокамськ) (3) |
| Океан (Находка)                       | 1:0          | Металург (Алдан) (3)          |
| Ростсільмаш                           | +:-          | Кавказкабель (3)              |
| Зміна-Сатурн (Санкт-Петербург) (3)    | 1:2          | ЦСКА                          |
| Спартак (Москва), дубль (3)           | 0:1          | Локомотив (Москва)            |
| Світлотехніка (Саранськ) (2)          | 2:1          | Асмарал (Москва)              |
| Терек (2)                             | +:-          | Спартак (Москва)              |
| Текстильник (Іваново) (2)             | 1:2          | Шинник                        |
| Торпедо (Таганрог) (2)                | 0:1          | Текстильник (Камишин)         |
| Торпедо (Волзький) (2)                | 2:0          | Ротор (Волгоград)             |
| Уралець (Нижній Тагіл) (2)            | 2:3 дч       | Уралмаш                       |

## 1/8 фіналу
| Команда 1                             | Рахунок | Команда 2              |
| ------------------------------------- | ------- | ---------------------- |
| 14 листопада 1992                     |         |                        |
| ЦСКА                                  | 5:1     | Шинник                 |
| Дружба (Майкоп) (2)                   | 4:0     | Ростсільмаш            |
| Локомотив (Москва)                    | 1:2     | Торпедо (Волзький) (2) |
| Локомотив-Еретіспот (Нижній Новгород) | 0:1     | Динамо (Москва)        |
| Світлотехніка (Саранськ) (2)          | 4:2     | Факел (Воронеж)        |
| Терек (2)                             | 0:1 дч  | Динамо (Ставрополь)    |
| Текстильник (Камишин)                 | 1:3     | Торпедо (Москва)       |
| Уралмаш                               | 8:0     | Океан (Находка)        |

## 1/4 фіналу
| Команда 1           | Рахунок      | Команда 2                    |
| ------------------- | ------------ | ---------------------------- |
| 19 лютого 1993      |              |                              |
| ЦСКА                | 3:0          | Світлотехніка (Саранськ) (2) |
| 16 березня 1993     |              |                              |
| Торпедо (Москва)    | 0:0 пен. 8:7 | Торпедо (Волзький) (2)       |
| Динамо (Ставрополь) | 0:3          | Дружба (Майкоп) (2)          |
| Динамо (Москва)     | 3:0          | Уралмаш                      |

## 1/2 фіналу
| Команда 1        | Рахунок | Команда 2           |
| ---------------- | ------- | ------------------- |
| 27 травня 1993   |         |                     |
| ЦСКА             | 1:0     | Динамо (Москва)     |
| Торпедо (Москва) | 1:0     | Дружба (Майкоп) (2) |

## Фінал
| 13 червня 1993 |

| Торпедо (Москва) | 1:1 дч   | ЦСКА         |
| ---------------- | -------- | ------------ |
| Савичев 7'       | Протокол | Файзулін 18' |

| Лужники, Москва Глядачів: 20 000 Арбітр: Сергій Хусаїнов |

|                                                       |     | Пенальті                             |  |
| Афанасьєв · Новгородов · Пазьомов · Ареф'єв · Ульянов | 5:3 | Антонович · Дудник · Мінько · Мамчур |  |